# 林符
林符（1437年—？），字朝信，直隸蘇州府吳縣人，明朝政治人物。進士出身。

## 生平
應天府鄉試第五十名。成化二年（1466年）丙戌科會試第三百四十一名，殿試登進士第三甲第一百六十二名。授行人，八年十月选入都察院理刑，擢授監察御史，十七年长芦巡盐，十八年五月升廣西按察司副使。弘治元年（1488年）二月升本司按察使，四年五月因李文貴诈冒皇亲罪案，降二级，调任广东南雄府知府，丁憂歸，服闋，十二年四月起任浙江布政司右参政，仍支正二品俸。十四年三月升本司右布政使，十五年六月升左布政使，正德二年（1507年）五月以疾乞休，诏升都察院右副都御史致仕。

## 家族
曾祖林清隱。祖父林貴和。父亲林士隆。